# Yuefu
Yuefu zijn Chinese gedichten gecomponeerd in een volkslied stijl. De term betekende oorspronkelijk letterlijk "Muziekbureau", een verwijzing naar de keizerlijke Chinese overheidsorganisatie die oorspronkelijk belast was met het verzamelen of schrijven van de teksten, later werd de term yuefu toegepast op latere literaire imitaties of bewerkingen van de gedichten van het Muziekbureau. Het gebruik van fu in yuefu verschilt van de andere Chinese term fu, die verwijst naar een vorm van poëzie: hoewel homoniemen in het Engels, is die andere fu (vereenvoudigd Chinees: 赋; traditioneel Chinees: 賦; pinyin: fù) te vertalen als "rijmproza".
De term yuefu omvat originele volksliederen, imitaties en literaire versies door bekende schrijvers (ook zoals die van dichter Li Bai). In tegenstelling tot wat meer een authentiek anoniem volksvers lijkt te zijn dat door het Muziekbureau werd verzameld, wordt een vers dat opzettelijk in deze stijl is geschreven vaak "literaire yuefu" genoemd. De regels van de yuefu kunnen van ongelijke lengte zijn, wat de oorsprong weerspiegelt als een type vers met een vast ritme, afgeleid van nu verloren gegane volksballade-liedjes; hoewel later de vaste lengte van vijf karakters gebruikelijk werd. Als classificatie heeft yuefu echter een zekere ongrijpbaarheid wanneer het op een strikte definitie aankomt. Het gebruik van de term yuefu om deze vorm van poëzie in het algemeen aan te duiden lijkt pas in de late vijfde eeuw n.Chr. te zijn ontstaan.

## Origineel
Het woord yuefu ontstond voor het eerst in de Qin-dynastie. Yue (樂) betekent "muziek", fu (府) betekent "bureau": samengevoegd betekent yuefu "Muziekbureau".

## Han-dynastie
Gedurende de laatste twee eeuwen van de Han-dynastie stonden de dichters van die tijd bekend om het schrijven van "literaire yuefu", dat wil zeggen dat de yuefu stukken geïnspireerd zijn door de stukken van het Muziekbureau.